# Alla Sidorovskaja
Alla Andreevna Sidorovskaja, nata Rogova (in russo Алла Андреевна Сидоровская, Рогова?, traslitterazione anglosassone Alla Sidorovskaya; Voronež, 27 luglio 1983), è un'ex calciatrice russa, di ruolo centrocampista.
Dal 2009 al 2014 legata all'Izmajlovo
, società dell'omonimo quartiere del distretto orientale di Mosca, ha disputato la finale 2012-2013 della Coppa di Russia, persa ai tempi supplementari con le detentrici dello Zvezda 2005 Perm'. Ha inoltre vestito la maglia della nazionale russa, con la quale ha partecipato a due edizioni del campionato europeo, Finlandia 2009 e Germania 2013.